# Kosta Vojinović
Kosta Vojinović (srbsky Коста Војиновић; 13. květen 1891 Smederevo – 23. prosince 1917 Grgure) byl srbský voják bojující v první balkánské a první světové válce. Proslul jako vůdce Toplického povstání, během kterého padl.